# Вистава вистав (фільм, 1929)
Вистава вистав (англ. The Show of Shows) — американський мюзикл режисера Джона Адольфі 1929 року.

## Сюжет
Один з найбільш дорогих (для свого часу) кінофільмів компанії Warner Bros.. Веселий і невимушений музичний огляд, участь у зйомках якого взяли більшість кінозірок тих років…

## У ролях
- Френк Фей — церемоніймейстер (ведучий)
- Вільям Куртеней — міністр (сцена з гільйотиною)
- Х.Б. Ворнер — жертва (сцена з гільйотиною)
- Хобарт Босворт — кат (сцена з гільйотиною)
- Джон Беррімор — Річард III (сцена «Генріха VI Частина III»)
- Гаррі Екст — піаніст
- Джонні Артур — герой (сцена «Пірат»)
- Мері Астор — виконавець (сцена «Пірат»)
- Вільям Бейквелл — виконавець (сцена «Велосипед для двох»)
- Честер Конклін — даішник (сцена «Велосипед для двох»)
- Марселін Дей — виконавець (сцена «Відповідайте моїй сестрі»)
- Моллі О'Дей — виконавець (сцена «Відповідайте моїй сестрі»)
- Енн Сотерн
- та інші…

## Пісні
- «You Were Meant For Me»
- «Singin' in the Bathtub»
- «Lady Luck»
- «Pirate Band»
- «If I Could Learn to Love»
- «Ping Pongo»
- «The Only Song I Know»
- «My Sister»
- «Your Mother and Mine»
- «Just an Hour of Love»
- «Li-Po-Li»
- «Rock-A-Bye Your Baby with a Dixie Melody»
- «If Your Best Friend Won't Tell You»
- «Your Love Is All I Crave»
- «What's Become of the Floradora Boys?»
- «Dear Little Pup»
- «Daisy Bell (Bicycle Built for Two)»